# Gigolo (singel Eleny Paparizou)
"Gigolo" – trzeci singel z albumu The Game of Love Eleny Paparizou. Piosenki do singla zostały nagrane w dwóch językach: greckim, angielskim i w grecko-angielskim wersji również. Wersja grecka to pierwszy utwór w albumie Iparhi Logos. Angielska wersja znajduje się na międzynarodowym albumie The Game of Love. Piosenka osiągnęła umiarkowany sukces w kilku japońskich stacjach radiowych z powodu pojawienia się albumu w sprzedaży.

## Lista utworów
- Single CD/digital download:

1. "Gigolo" (Wersja angielska) - 3:24
2. "Gigolo" (Wersja grecka) - 3:24
3. "Gigolo" (Wersja singback) - 3:21

## Wideoklip
W lipcu 2006 roku wideoklip "Gigolo" miał premierę w Grecji. Wersja grecko-angielska z pierwszą zwrotką po grecku i resztą po angielsku. Na klipie Paparizou odgrywa 2 role: siebie i żigolo, który kradnie jej telefon komórkowy.
Wideoklip zaczyna się, gdy Paparizou rozmawia przez telefon i wtedy żigolo kradnie go. Ochrona pobiegła za złodziejem, podczas gdy Paparizou poszła kręcić swój najnowszy wideoklip. Tańczy do swojej piosenki i kiedy zaczyna się druga zwrotka refrenu żigolo nagrywa ją na telefon. Paparizou zauważyła to i szybko rozpoczęła pościg za żigolo z jej trzema tancerkami. Pod koniec, na parkingu w budynku znajduje swój telefon na ziemi. Spogląda na telefon i widzi film o sobie sprzed kilku chwil. Gdy piosenka dobiega końca, żigolo ukazuje się z tyłu, powoli odkrywając, że jest to sama Paparizou.

## Pozycja na listach przebojów
| Lista                     | Najlepsza pozycja |
| ------------------------- | ----------------- |
| Greek Airplay Chart       | 1                 |
| Croatian Radio "Varazdin" | 2                 |
| Znad Willi Radio Top39    | 5                 |
| Romanian Top 100 Singles  | 5                 |
| Swedish Singles Chart     | 11                |
| Norwegian Radio Top 20    | 12                |
| Swedish Airplay Chart     | 13                |
| Bulgarian Airplay Chart   | 13                |
| Finland Dance Chart       | 24                |
| Finnish Club Top 40       | 29                |
| Ukraine Airplay Chart 40  | 32                |
| Czech Pop Chart 50        | 46                |
| Europe Official Top 100   | 57                |
| Russian Airplay Chart     | 66                |